# 众先知的封印
众先知的封印（阿拉伯文：خاتم النبيين，英文：Seal of the Prophets）是伊斯兰教典籍《古兰经》中对伊斯兰教先知穆罕默德的称呼，即穆罕默德是上帝的最后一位先知。
穆罕默德不是你们中任何男人的父亲，而是安拉的使者，和众先知的封印。安拉是全知万物的。（《古兰经》33：40，马坚译本）